# クリスマスのうた
『クリスマスのうた』は、2017年12月13日に発売されたPoppin'Partyの8thシングルである。
カップリング曲である「B.O.F」はテレビアニメ『フューチャーカード バディファイトX』のエンディングテーマに起用された。
通常盤（BRMM-10101）とBlu-ray付生産限定盤（BRMM-10100）の二種類がリリースされる。
Blu-rayには同年8月21日に開催された「BanG Dream! 4th☆LIVE Miracle PARTY 2017! at 日本武道館」のライブ映像を収録。
また、初回生産特典として、フューチャーカード バディファイト PRカード（1種1枚）が封入されている。
発売前日の12月12日にはTSUTAYA IKEBUKURO AKビル店にて発売記念トーク&特典会が開催された。

## 背景・音楽性
「クリスマスのうた」はバンドにとって初めての冬ソングであり、メンバーである伊藤彩沙は「これまでポピパは夏の歌ばかりだったので、冬の歌を歌えたのはうれしい」と、野下奈生とのインタビューの中で話している。
カップリング曲である「B.O.F」の作曲はBREAKERZのDAIGOが担当しており、オリジナル曲としては初めて、Elements Gardenの作家ではない人物による作曲作品となっている。また、メディアミックスプロジェクト『BanG Dream!』以外のタイアップとなるのは、Poppin'Partyとしてはこれが初となった。
通常とは異なる人物による製作やプロジェクト外作品へのタイアップということもあり、曲の特徴もこれまでとは異なる点がある。メンバーの大塚紗英によると「B.O.F」は打ち込みで制作されており、大塚は打ち込みの曲をもとに演奏するのは初めてだったと野下とのインタビューの中で話している。伊藤も、キーボードの音色がシンセサイザー中心だったため新鮮だったと話している。
また、同楽曲は香澄とたえのダブルボーカルという初めての構成であり、ペアを変えるだけで曲の表情が変わって驚いたと愛美は野下とのインタビューの中で振り返っている。当初、メンバーの大塚紗英は『バディファイト』の持つバディ感をライバル同士だと考え、レコーディングの際にそれを反映して強めに歌おうと考えていた。一方、同番組への出演経験のある愛美は、番組内の登場人物たちが互いを思いやる関係にあることを踏まえてレコーディングに臨んでいた。それを聞いた大塚は、愛美が二人で高め合うように柔らかな歌い方をしていたと感じ、自分のレコーディングの際もそれに寄せた歌い方をした。インタビューアーの野下からヒロイックな歌い方だと指摘された際、大塚は「今回の曲はサビから始まるのでいい意味でのアクセントになればいいなと思って、少年っぽさは意識しました。」と答えている。
3曲目の「キミにもらったもの」は、ゲーム『バンドリ! ガールズバンドパーティ!』内のイベント曲で、りみとゆりの姉妹の関係をヒントにしている。また、同楽曲は3拍子である。

## 収録曲
CD（生産限定盤・通常盤共通）
- 全作詞：中村航[10]

1. クリスマスのうた
  - 作曲：菊田大介[10]*、編曲：岩橋星実[10]*
2. B.O.F
  - 作曲：DAIGO[6]、編曲：宅見将典[11]
3. キミにもらったもの
  - 作曲・編曲：母里治樹*[10][6]
4. クリスマスのうた（instrumental）
5. B.O.F（instrumental）
6. キミにもらったもの（instrumental）

Blu-ray（生産限定盤のみ）
- 「BanG Dream! 4th☆LIVE Miracle PARTY 2017! at 日本武道館」ライブ映像（2017年8月21日、日本武道館）[8]